# Quantité suffisante pour
Pour les articles homonymes, voir QSP.
Quantité suffisante pour (abrégé par le sigle q. s. p.) est une indication utilisée parfois pour spécifier les proportions du diluant dans un mélange. Le terme latin Quantum Satis (abrégé en qs ou QS), qui signifie « la quantité requise », est parfois utilisé pour « q.s.p. », notamment dans la nomenclature internationale.

## Médecine et pharmacie
L'indication « q.s.p. » était utilisée à l'origine en médecine et en pharmacie, pour les préparations médicamenteuses, notamment sur les emballages commerciaux. Le terme est également employé parfois en chimie dans le cadre de la préparation de solutions et sert également aujourd'hui dans les régulations agro-alimentaires et les législations sur la sécurité alimentaire dans l'Union européenne.
Le sigle « q.s.p. » apparaît typiquement après la mention d'un ingrédient (diluant, excipient, solvant) pour signifier que ce dernier doit être ajouté à une substance active en proportion aussi importante que nécessaire afin d'atteindre la quantité requise de produit final, mais sans la dépasser.
Par exemple, une formulation d'aspirine à 500 mg dans un comprimé de 1 g aura une mention du type : acétylsalicylate de sodium 500 mg, excipient q.s.p. 1 g.
Dans l'écriture d'un mode opératoire en chimie, relatif à la dissolution d'une masse précise d'un soluté, l'usage de « q.s.p. » suivi de la quantité totale (volume ou masse) de solution finale permet au préparateur d'utiliser exactement la quantité de solvant nécessaire alors que la quantité chiffrée de ce dernier reste inconnue.

## Alimentation
Dans le cadre des régulations européennes sur la sécurité sanitaire des aliments, « q.s.p. » est une restriction vague pour les ingrédients alimentaires artificiels (notamment les additifs alimentaires) qui sont suffisamment inoffensifs pour qu'aucune restriction spécifique de quantité ne leur soit imposée. Elle sert à protéger les consommateurs de l'ajout de tels additifs artificiels en quantité excessive et injustifiée dans leur préparations alimentaires. Le producteur contraint à respecter trois critères :
- l'utilisation de la quantité minimale de l'additif pour obtenir l'effet désiré ;
- l'observation des bonnes pratiques de fabrication ;
- l'honnêteté envers le consommateur.

Par exemple, la directive européenne 94/36/CE (qui régule l'utilisation des colorants alimentaires) explique à l'article 2 (7) : « Dans les annexes de la présente directive, l'expression quantum satis indique qu'aucune quantité maximale n'est spécifiée. Toutefois, les matières colorantes sont employées conformément aux bonnes pratiques de fabrication, en quantité ne dépassant pas la quantité nécessaire pour obtenir l'effet désiré et à condition de ne pas induire le consommateur en erreur. »